# Christoph Werner (Orgelbauer)
Christoph Werner (geboren 1633; begraben 23. September 1706 in Berlin) war ein deutscher Orgelbauer in Berlin. Sein Positiv in der St.-Nikolai-Kirche in Jüterbog ist die älteste erhaltene Orgel in Brandenburg.

## Leben
Christoph Werner war ein Sohn des Orgelbauers Andreas Werner. 1659 wurde er als Instrumentenbauer und Kalkant am Hof in Berlin genannt. Nach dem Tod des Vaters übernahm er um 1663 dessen Werkstatt. 1667 wurde er zum Hoforgelbauer in Berlin ernannt.
Christoph Werner war mit Dorothea Buntebart verheiratet. Am 23. September 1706 wurden beide auf dem Petrikirchhof in Berlin begraben.

## Werke (Auswahl)
Das Positiv in St. Nikolai in Jüterbog ist die älteste erhaltene Orgel in Brandenburg.
| Jahr      | Ort          | Gebäude        | Bild | Manuale | Register | Bemerkungen                                                 |
| --------- | ------------ | -------------- | ---- | ------- | -------- | ----------------------------------------------------------- |
| 1657      | Jüterbog     | St. Nikolai    |      | I       | 5        | Positiv, mitteltönige Stimmung, 2018 restauriert von Schuke |
| 1664–1665 | Wriezen      | St. Marien     |      |         |          | Reparaturen                                                 |
| 1667      | Berlin       | St. Trinitatis |      |         |          | Pflegeauftrag                                               |
| 1679      | Berlin       | St. Nikolai    |      | II/P    | 34       | Erweiterung                                                 |
| 1688–1689 | Altlandsberg | Stadtkirche    |      |         |          | Neubau                                                      |
| 1690–1691 | Berlin       | St. Marien     |      |         |          | Reparaturen                                                 |
| 1696–1697 | Berlin       | St. Georgen    |      |         |          | Reparaturen                                                 |
| ?         | Golzow       | Kirche         |      |         |          | Neubau                                                      |